# 3880 Kaiserman
3880 Kaiserman је астероид са средњом удаљеношћу од Сунца која износи 1,946 астрономских јединица (АЈ).
Апсолутна магнитуда астероида је 13,8.